# Irina Khromacheva
Irina Pavlovna Khromacheva (em russo: Ирина Павловна Хромачёва; nascida em 12 de maio de 1995) é uma tenista profissional russa. 
Khromacheva tem os melhores rankings da WTA de sua carreira, ocupando a 89ª posição mundial em simples e a 41ª em duplas.
Khromacheva foi suspensa provisoriamente pela Tennis Integrity Unit por um mês em setembro de 2019.

## Vida pessoal
Irina Khromacheva nasceu, filha de Pavel e Natalya Khromacheva, em 12 de maio de 1995, em Moscou. Ela treinou na Justine Henin Academy na Bélgica. Khromacheva afirma que não tem uma superfície preferida e gosta de todas. Ela começou a jogar tênis aos quatro anos.
Khromacheva, depois de uma parceria malsucedida com um treinador belga, é agora treinada por Larisa Savchenko em Riga.

## Carreira júnior
Khromacheva teve um grande avanço no Circuito ITF Júnior em 2008, conquistando seu primeiro título no Junior Zagreb Open em dezembro.
Em 2009, Khromacheva conquistou quatro títulos juniores e disputou pela primeira vez o Aberto da França e o US Open, perdendo na primeira fase em ambos os torneios.
Em 2010, Khromacheva ganhou quatro títulos juniores e se tornou a número 1 do mundo júnior em 7 de junho. Em Roland Garros, ela perdeu por 3–6, 2–6, nas semifinais para a eventual vice-campeã, Ons Jabeur. Em Wimbledon, ela perdeu nas quartas de final para também para a eventual vice-campeã, Sachie Ishizu [en] por 1–6, 2–6, e no último torneio júnior do Grand Slam do ano, o US Open, ela perdeu na segunda rodada para Jabeur por 3–6, 3–6.
Em 2011, Khromacheva jogou a final de simples júnior do Campeonato de Wimbledon e perdeu para Ashleigh Barty em dois sets equilibrados; na chave de duplas juniores, ela chegou às semifinais ao lado da parceira Barbora Krejčíková.

## Carreira profissional

### 2023
Na chave de duplas da Copa Colsanitas, Khromacheva conquistou seu segundo título do WTA Tour ao lado de Iryna Shymanovich [en] pela segunda vez neste torneio, após seu primeiro título na Copa Colsanitas de 2018 com Dalila Jakupović [en].
Seus outros destaques nas duplas na temporada foram: o título em um torneio de US$ 60k em Istambul em abril, a semifinal no Open Internacional Femení Solgironès em junho, a final do Open Internacional de Valencia em junho, o título no Nordea Open em julho, o título do Parma Ladies Open em setembro e duas semifinais seguidas, no Korea Open e no Transylvania Open ambas em outubro.
Khromacheva chegou ao final do ano como N° 65 do ranking.

### 2024
Novamente, nessa temporada Khromacheva teve sucesso apenas nas duplas, com as seguintes conquistas principais: quartas de final no WTA 1000, Qatar Open em fevereiro, e no WTA 250, ATX Open, semifinal no Fifth Third Charleston 125 e quartas de final no WTA 1000, Miami Open todos esses em março.
Khromacheva deu início à temporada em quadras de saibro na Copa Colsanitas em abril, mas dessa vez ficou com o vice-campeonato perdendo a final em jogo de três sets muito disputado. Já no Open Capfinances Rouen Métropole no mesmo mês, ela obteve o título. Também obteve o título dos dois torneios seguintes, o Parma Ladies Open e o Grand Prix Princesse Lalla Meryem ambos em maio. No mês seguinte, ela também obteve o título no Open Delle Puglie.